# Luxemburg i olympiska vinterspelen 1928
Luxemburg deltog med fem deltagare vid de olympiska vinterspelen 1928 i Sankt Moritz. Ingen av landets deltagare erövrade någon medalj.

## Trupp
- Bob
  - Marc Schoetter
  - Raoul Weckbecker
  - Willy Heldenstein
  - Pierre Kaempff
  - Auguste Hilbert